# María querida
María querida es una película española dirigida y escrita (en compañía de Rafael Azcona) por José Luis García Sánchez, y protagonizada por Pilar Bardem, en 2004.

## Trama
Lola (María Botto), una joven periodista, acude a cubrir la concesión del Premio Cervantes a la escritora María Zambrano (Pilar Bardem). Inicialmente no tiene mucho interés, pero pronto queda cautivada ante la personalidad de esta intelectual de la República, que tuvo que tomar el camino del exilio tras la guerra civil. Hasta el punto de tomar la decisión de hacer un documental sobre ella. 

## Reparto (principal)
- Pilar Bardem como María Zambrano.
- María Botto como Lola.
- Álex O'Dogherty como Pepe.
- María Galiana como Carmen.
- Juan Diego como Luis.
- Y Jordi Dauder hace una aparición como el Locutor de TV, y ofrece su voz al documental realizado por Lola (María Botto).

## Premios

### Goya 2004
| Categoría    | Persona      | Resultado |
| ------------ | ------------ | --------- |
| Mejor actriz | Pilar Bardem | Nominada  |

### Círculo de Escritores Cinematográficos
- 2004: Candidata al Premio de Mejor actriz (Pilar Bardem).
- 2004: Candidata al Premio de Mejor actriz de reparto (María Botto).

### Fotogramas de Plata
- 2004: Candidata al Premio de Mejor actriz de cine (Pilar Bardem).

### Unión de Actores
- 2004: Candidata al premio de mejor actriz protagonista de cine (Pilar Bardem).

### Festival Internacional de Cine de Valladolid
- 2004: Espiga de Plata a la mejor actriz (Pilar Bardem).
- 2004: Candidata a la Espiga de Plata a la mejor película (José Luis García Sánchez).